# Rudolph Oppenheim
Rudolph Oppenheim (* 2. Juli 1811 in Königsberg; † 4. Juni 1871 in Preußisch Arnau, Ostpreußen) war ein deutscher Bankier und Konsul des Königreichs Belgien.

## Leben
Rudolph Oppenheim war der älteste Sohn des Bankiers Martin Wilhelm Oppenheim, welcher in Dresden das Palais Oppenheim und die Villa Rosa erbauen ließ, und der Rosa, geb. Alexander (1792–1849).
Zu Michaelis 1830 legte Oppenheim sein Abitur am Altstädtischen Gymnasium zu Königsberg ab. Anschließend studierte er in Berlin Architektur, durchlief eine kaufmännische Ausbildung in Magdeburg und trat, nach Auslandsaufenthalten in England, Schottland und Paris, 1839 als Teilhaber in das Familienbankhaus Oppenheim & Warschauer in Königsberg ein. Im April 1840 berief ihn das Königreich Belgien zu seinem Konsul in der ostpreußischen Hauptstadt.
Zum Jahresende 1868 trennten sich die Teilhaber von Oppenheim & Warschauer. Das bisherige Tochterunternehmen in Berlin, Robert Warschauer & Co., wurde selbständig. Rudolph Oppenheim beschloss, zusammen mit seinem Sohn Benoit ein neues Bankhaus unter dem Namen R. Oppenheim & Sohn in Königsberg zu gründen, verlegte den Sitz der Firma jedoch ungefähr ein Jahr später, vermutlich wegen besserer Geschäftsaussichten, nach Berlin. Seine Wohnung hatte die Familie Rudolph Oppenheim dort am Leipziger Platz 9 in der 1. Etage. In der 2. Etage des Hauses wohnte der Bruder Otto Georg Oppenheim. 1871 verstarb der an Krebs erkrankte Rudolph Oppenheim auf dem Familiengut Preußisch Arnau bei Königsberg. Beerdigt wurde er in Berlin auf dem Friedhof II an der Liesenstraße. Das Bankhaus R. Oppenheim & Sohn wurde bis 1890 von Benoit Oppenheim fortgeführt.
Rudolph Oppenheim und seine Frau Dorothea, geb. Heimann (Wilna 15. April 1818 – Berlin 29. November 1882), hatten drei Töchter und einen Sohn:
- Martha Helena Dorothea Oppenheim (1841–1912) heiratete Raimund Behrend, der ein Gut in Arnau im Landkreis Königsberg bewirtschaftete;
- Marie Oppenheim (1844–1932), auch Rie genannt, heiratete 1868 den Arzt Ernst von Leyden;
- Benoit Oppenheim (1842–1931) heiratete Luise Lina, Tochter des Ernst von Saucken-Tarputschen;
- Anna Rosa Oppenheim (1849–1931) heiratete im September 1871 ihren Vetter, den Bankier Hugo Oppenheim (1847–1921).